# ياكوفليف ياك-28

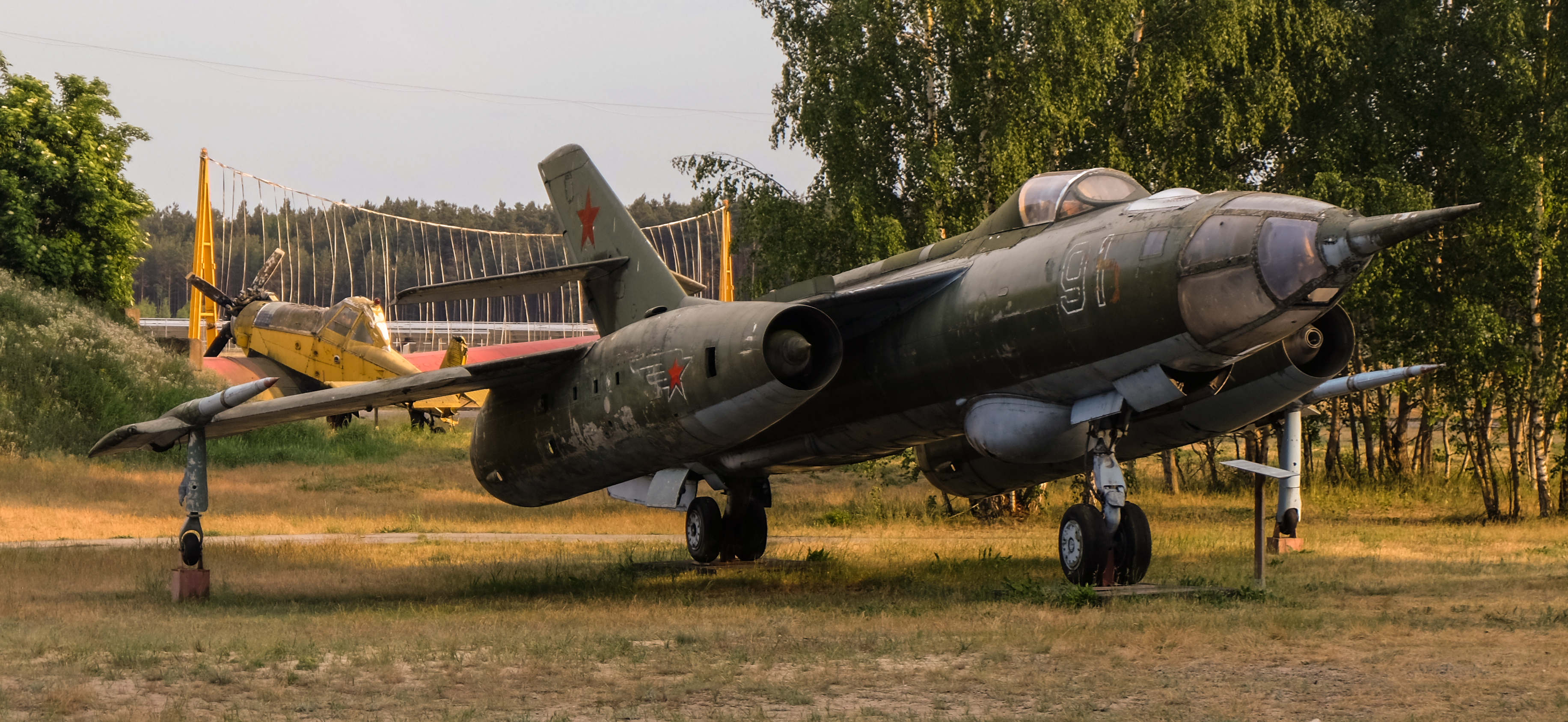
JAK-28R

ياكوفليف ياك-28 (روسية:Яковлева Як-28) (لقب الناتو: «بريور»، «فاير بار»، «مايسترو» Maestro، Firebar، Brewer على التوالي) هي طائرة حربية نفاثة من صنع مكتب ياكوفليف في الاتحاد السوفيتي. صممت في البداية لتكون قاذفة ولكن صنع منها أيضا نسخ استطلاع، حرب إلكترونية، اعتراضية وتدريبية. دخلت الياك-28 الخدمة عام 1960 وطارت لأول مرة في مارس عام 1958.
ظهرت الطائرة لأول مرة بشكل علني في أحد العروض الجوية عام 1961. ظن المحللون الغربيون في البداية أنها طائرة مقاتلة وليست طائرة هجومية. وتبعا لهذا الظن أعطاها الناتو لقب «فلاش لايت» (Flashlight) لاعتقادهم انها استمرار للطائرة ياكوفليف ياك-25 ثم بعد أن عرفت المهام الحقيقية للطائرة أعطيت اللقب «بريور» (Brewer).
كان العدد الكلي المنتج للياك-28 1,180 طائرة. خرجت الياك-28 P من الخدمة في أوائل الثمانينات. ولكن النسخة التدريبية والطرازات الأخرى استمرت حتى انهيار الاتحاد السوفييتي وظلت في الخدمة حتى 1992 تقريبا في سلاح الجو الروسي. استبدلت النسخ المعدة للحرب الإلكترونية بالطائرة سوخوي سو-24.

## المواصفات

### الصفات العامة
- الطاقم: 2.
- الطول: 21.6 متر.
- المسافة بين الجناحين: 12.5 متر.
- الارتفاع: 3.95 متر.
- مساحة الأجنحة: 37.6 متر².
- الوزن فارغة: 13.150 كغم.
- الوزن محملة: 15.000 كغم.
- أقصى وزن: 20.000 كغم.
- المحرك: محركين نفاثينمن نوع تومانسكي أر-11 (Tumansky R-11) مزود بحارق خلفي يعطي قوة دفع 62 كيلو نيوتن.

### الأداء
- السرعة القصوى: ماخ 1.13 (1200 كيلومتر/ساعة).
- المدى: 2,500 كيلومتر.
- أقصى ارتفاع: 16,750 متر.
- معدل الصعود: 225 متر/ثانية
- الحمل على الأجنحة: 531 كغم/متر².
- النسبة دفع-وزن: 0.62

### التسليح
- صاروخين كالينجراد كيه-8 جو-جو (عادة ما يكون أحدهم موجه بالرادار والأخر بالحرارة.
- صاروخين فيمبل أر-3 جو-جو قصير المدى، زودت به أحيانا.